# چارلی براملی
چارلی براملی (انگلیسی: Charlie Bramley؛ 1870 – ۱۹۱۶ (۴۵−۴۶ سال)) بازیکن فوتبال اهل پادشاهی متحد بریتانیای کبیر و ایرلند بود.
از باشگاه‌هایی که در آن بازی کرده‌است می‌توان به باشگاه فوتبال نوتس کانتی اشاره کرد.